# Giuseppe Perletto
Giuseppe Perletto  (né le 2 mai 1948 à Dolcedo, dans la province d'Imperia en Ligurie) est un coureur cycliste italien. Professionnel dans les années 1970, il a remporté trois étapes du Tour d'Italie et une étape du Tour d'Espagne.

## Palmarès

### Palmarès amateur
- 1968
  - Cirié-Pian della Mussa
- 1969
  - 2e du Gran Premio Vallese
  - 2e de la Coppa Giuseppe Romita
- 1970
  - Monte Carlo-Alassio
  - 3eb étape du Ruban granitier breton
  - 8e étape du Baby Giro
  - Trofeo Caduti Medesi
  - 2e et 3e étapes de Nice-Turin
- 1971
  - Gran Premio di Diano Marina
  - Milan-Tortone
  - Gran Premio Città di Tarquinia
  - 3e étape du Tour de la Vallée d'Aoste
  - Coppa Mobilio Ponsacco
  - 2e du Baby Giro

### Palmarès professionnel
| - 1972 - 3e du Grand Prix de Cannes - 3e du Tour de Toscane - 1974 - 14e étape du Tour d'Italie - À travers Lausanne : - Classement général - 2e étape (contre-la-montre) - 4e du Tour de Lombardie - 1975 - Tour de la province de Reggio de Calabre - 2e de la course de côte du mont Chauve - 3e d'À travers Lausanne - 5e du Tour d'Italie - 7e du Tour d'Espagne | - 1976 - 1re étape de Tirreno-Adriatico - 2e étape de la Semaine catalane - 3e de la Semaine catalane - 1977 - 12e étape du Tour d'Espagne - 17e étape du Tour d'Italie - 7eb étape du Tour de Catalogne - 9e du Tour de Lombardie - 1978 - 18e étape du Tour d'Italie - Tour de Toscane - 3e d'À travers Lausanne |

## Résultats sur les grands tours

### Tour d'Italie
8 participations
- 1972 : 22e
- 1973 : 55e
- 1974 : 19e, vainqueur de la 14e étape
- 1975 : 5e
- 1976 : 20e
- 1977 : 18e, vainqueur de la 17e étape
- 1978 : 20e, vainqueur de la 18e étape
- 1979 : 30e

### Tour d'Espagne
2 participations
- 1975 : 7e
- 1977 : 25e, vainqueur de la 12e étape